# Componente curricular
Um componente curricular é a  disciplina acadêmica que compõe a grade curricular de um determinado curso de um determinado nível de ensino. É obrigatória sua inclusão e ministração com a carga horária mínima determinada na grade, a fim de que o curso tenha eficiência e validade.
No Brasil, é comum o componente curricular ser denominado de matéria, matriz, disciplina ou cadeira. No entanto, a BNCC de 2017 alterou, oficialmente, essa nomenclatura para Componente Curricular. 
Na Educação Infantil, os componentes curriculares são chamados de Campos de Experiência: “O eu, o outro e o nós”, “Corpo, gestos e movimentos”, “Traços, sons, cores e formas”, “Escuta, fala, pensamento e imaginação” e “Espaços, tempos, quantidades, relações e transformações”.
Nos Anos Iniciais (1.º ao 5.º ano) e dos Anos Finais (6.º ao 9.º ano) do ensino fundamental os componentes curriculares são organizados em áreas do conhecimento: Linguagens (Arte, Educação Física, Língua Inglesa e Língua Portuguesa); Matemática (Matemática); Ciências da Natureza (Ciências); Ciências Humanas (História e Geografia) e Ensino religioso (Ensino Religioso).
No Ensino Médio os componentes curriculares também estão organizados em áreas do conhecimento: Linguagens e suas Tecnologias (Língua Portuguesa, Arte, Educação Física e Língua Inglesa); Matemática e suas Tecnologias (Matemática); Ciências Humanas e Sociais Aplicadas (História, Geografia, Filosofia e Sociologia) e Ciências da Natureza e suas Tecnologias (Biologia, Química e Física).